# Rana okinavana
Rana okinavana (tên tiếng Anh: Harpist Brown Frog) là một loài in the true ếch họ (Ranidae). Các môi trường sống tự nhiên của chúng là các khu rừng ẩm ướt đất thấp nhiệt đới hoặc cận nhiệt đới, đồng cỏ nhiệt đới hoặc cận nhiệt đới vùng ngập nước hoặc lụt theo mùa, đầm nước, đầm nước ngọt, và kênh đào và mương rãnh. Loài này đang bị đe dọa do mất môi trường sống.